# Anthony Rocco Martin
Anthony “Tony” Rocco Martin, (Palos Heights, 11 de dezembro de 1989) é um lutador profissional de artes marciais mistas que atualmente compete pelo UFC na categoria dos meio-médios.

## Início
Nascido em Palos Heights, Illinois, Martin se mudou para Worth, Illinois, antes de se acomodar em Wisconsin durante sua adolescência. Após se formar no ensino médio, onde jogou futebol americano, Martin entrou na faculdade antes de começar a treinar MMA.

## Carreira no MMA

### Ultimate Fighting Championship
Em sua estreia no UFC, Martin enfrentou o também estreante Rashid Magomedov no UFC 169: Barão vs. Faber II em 1 de fevereiro de 2014. Martin perdeu a luta por decisão unânime.
Martin depois enfrentou Beneil Dariush no UFC Fight Night: Henderson vs. dos Anjos em 23 de agosto de 2014. Martin perdeu por finalização no segundo round.
Em sua terceira luta na organização, ele enfrentou Fabrício Camões em uma luta no peso casado bout (ambos lutadores não bateram o peso) no UFC 179: Aldo vs. Mendes II on October 25, 2014. Martin finalizou Camões no primeiro round, conseguindo sua primeira vitória no UFC.
Martin em seguida enfrentou Leonardo Santos em 21 de março de 2015 no UFC Fight Night: Maia vs. LaFlare, substituindo o lesionado Matt Wiman. Ele perdeu por finalização no segundo round.
Martin enfrentou o estreante Felipe Olivieri em 30 de janeiro de 2016 no UFC on Fox: Johnson vs. Bader. Martin venceu por finalização no terceiro round.
Martin enfrentou Alex White em 15 de janeiro de 2017 no UFC Fight Night: Rodríguez vs. Penn. Ele venceu por decisão unânime.
Martin enfrentou Johnny Case em 25 de junho de 2017 no UFC Fight Night: Chiesa vs. Lee. Ele venceu por decisão unânime.
Martin enfrentou Olivier Aubin-Mercier em 16 de setembro de 2017 no UFC Fight Night: Rockhold vs. Branch. Ele perdeu por decisão dividida.
Martin enfrentou Keita Nakamura em 21 de abril de 2018 no UFC Fight Night: Barboza vs. Lee em uma luta nos Meio Médios. Ele venceu por decisão unânime.
Martin enfrentou Ryan LaFlare em 6 de outubro de 2018 no UFC 229: Khabib vs. McGregor. Ele venceu a luta por nocaute no terceiro round. Essa foi a primeira vitória por nocaute em toda sua carreira.
Martin enfrentou Jake Matthews em 2 de dezembro de 2018 no UFC Fight Night: dos Santos vs. Tuivasa. Ele venceu por finalização no terceiro round.
Martin enfrentou Sérgio Moraes em 9 de março de 2019 no UFC Fight Night: Lewis vs. dos Santos. Ele venceu por decisão unânime.
Martin enfrentou Demian Maia em 29 de junho de 2019 no UFC on ESPN: Ngannou vs. dos Santos. Ele perdeu a luta por decisão majoritária.
Martin enfrentou Ramazan Emeev em 9 de novembro de 2019 no UFC Fight Night: Zabit vs. Kattar.  Ele venceu por decisão unânime.

## Cartel no MMA
| Cartel no MMA   |             |            |
| 23 lutas        | 17 vitórias | 6 derrotas |
| Por nocaute     | 1           | 0          |
| Por finalização | 9           | 2          |
| Por decisão     | 7           | 4          |

| Res.    | Cartel | Oponente              | Método                            | Evento                                   | Data       | Round | Tempo | Local                     | Notas                                                      |
| ------- | ------ | --------------------- | --------------------------------- | ---------------------------------------- | ---------- | ----- | ----- | ------------------------- | ---------------------------------------------------------- |
| Derrota | 17-6   | Neil Magny            | Decisão (unânime)                 | UFC 250: Nunes vs. Spencer               | 06/06/2020 | 3     | 5:00  | Las Vegas, Nevada         |                                                            |
| Vitória | 17-5   | Ramazan Emeev         | Decisão (unânime)                 | UFC Fight Night: Zabit vs. Kattar        | 09/11/2019 | 3     | 5:00  | Moscou                    |                                                            |
| Derrota | 16-5   | Demian Maia           | Decisão (majoritária)             | UFC on ESPN: Ngannou vs. dos Santos      | 29/06/2019 | 3     | 5:00  | Minneapolis, Minnesota    |                                                            |
| Vitória | 16-4   | Sérgio Moraes         | Decisão (unânime)                 | UFC Fight Night: Lewis vs. dos Santos    | 09/03/2019 | 3     | 5:00  | Wichita, Kansas           |                                                            |
| Vitória | 15-4   | Jake Matthews         | Finalização (anaconda)            | UFC Fight Night: dos Santos vs. Tuivasa  | 01/12/2018 | 3     | 1:19  | Adelaide                  |                                                            |
| Vitória | 14-4   | Ryan LaFlare          | Nocaute (chute na cabeça e socos) | UFC 229: Khabib vs. McGregor             | 06/10/2017 | 3     | 1:00  | Las Vegas, Nevada         |                                                            |
| Vitória | 13-4   | Keita Nakamura        | Decisão (unânime)                 | UFC Fight Night: Barboza vs. Lee         | 21/04/2018 | 3     | 5:00  | Atlantic City, New Jersey | Volta aos Meio Médios.                                     |
| Derrota | 12-4   | Olivier Aubin-Mercier | Decisão (dividida)                | UFC Fight Night: Rockhold vs. Branch     | 16/09/2017 | 3     | 5:00  | Pittsburgh, Pennsylvania  |                                                            |
| Vitória | 12-3   | Johnny Case           | Decisão (unânime)                 | UFC Fight Night: Chiesa vs. Lee          | 25/06/2017 | 3     | 5:00  | Oklahoma City, Oklahoma   |                                                            |
| Vitória | 11-3   | Alex White            | Decisão (unânime)                 | UFC Fight Night: Rodríguez vs. Penn      | 15/01/2017 | 3     | 5:00  | Phoenix, Arizona          |                                                            |
| Vitória | 10-3   | Felipe Olivieri       | Finalização (mata leão)           | UFC on Fox: Johnson vs. Bader            | 30/01/2016 | 3     | 3:02  | Newark, New Jersey        |                                                            |
| Derrota | 9-3    | Leonardo Santos       | Finalização (mata leão)           | UFC Fight Night: Maia vs. LaFlare        | 21/03/2015 | 2     | 2:29  | Rio de Janeiro            |                                                            |
| Vitória | 9-2    | Fabrício Camões       | Finalização (kimura)              | UFC 179: Aldo vs. Mendes II              | 25/10/2014 | 1     | 4:16  | Rio de Janeiro            | Peso Casado (158 lbs); Ambos lutadores não bateram o peso. |
| Derrota | 8-2    | Beneil Dariush        | Finalização (triângulo de mão)    | UFC Fight Night: Henderson vs. dos Anjos | 23/08/2014 | 2     | 3:38  | Tulsa, Oklahoma           |                                                            |
| Derrota | 8-1    | Rashid Magomedov      | Decisão (unânime)                 | UFC 169: Barão vs. Faber II              | 01/02/2014 | 3     | 5:00  | Newark, New Jersey        | Estreia no UFC.                                            |
| Vitória | 8-0    | Thomas Gifford        | Finalização (americana)           | 3 River Throwndown 4                     | 14/09/2013 | 3     | 5:00  | La Crescent, Minnesota    |                                                            |
| Vitória | 7-0    | Tyler Hellenbrand     | Decisão (unânime)                 | Dakota FC 15                             | 20/04/2013 | 3     | 5:00  | Fargo, North Dakota       |                                                            |
| Vitória | 6-0    | Phillipe Nover        | Decisão (majoritária)             | Dakota FC 14                             | 26/01/2013 | 3     | 5:00  | Fargo, North Dakota       | Estreia nos Leves.                                         |
| Vitória | 5-0    | Ted Worthington       | Finalização (kimura)              | CFX: Cage Fighting Xtreme                | 16/12/2012 | 1     | 3:58  | Maplewood, Minnesota      |                                                            |
| Vitória | 4-0    | Jay Ellis             | Finalização (guilhotina)          | Cage Fighting Xtreme 39                  | 30/10/2012 | 1     | 0:51  | Maplewood, Minnesota      |                                                            |
| Vitória | 3-0    | Jonathan Knutson      | Finalização (kimura)              | Throwdown at the Crowne 1                | 08/09/2012 | 3     | 2:10  | St. Paul, Minnesota       |                                                            |
| Vitória | 2-0    | Kuchlong Kuchlong     | Finalização (triângulo invertido) | Cage Fighting Xtreme 33                  | 28/04/2012 | 1     | 4:19  | Minneapolis, Minnesota    |                                                            |
| Vitória | 1-0    | Bruce Johnson         | Finalização (mata leão)           | Cage Fighting Xtreme 30                  | 07/01/2012 | 1     | 2:15  | St. Cloud, Minnesota      |                                                            |